# Osmia niveibarbis
Osmia niveibarbis är en biart som beskrevs av Pérez 1902. Osmia niveibarbis ingår i släktet murarbin, och familjen buksamlarbin. Inga underarter finns listade i Catalogue of Life.